# Friedrich Tamms
|  | Aquest article tracta sobre l'arquitecte. Vegeu-ne altres significats a «Tamms». |

Friedrich Tamms (nascut a Schwerin (Mecklemburg-Pomerània Occidental) el 4 de novembre de 1904 i mort el 14 de juliol de 1980 a Düsseldorf) era un arquitecte alemany.
Va estudiar a l'escola superior tècnica de Múnic. Amb Albert Speer i Rudolf Wolters passà a la Universitat Tècnica de Berlín.

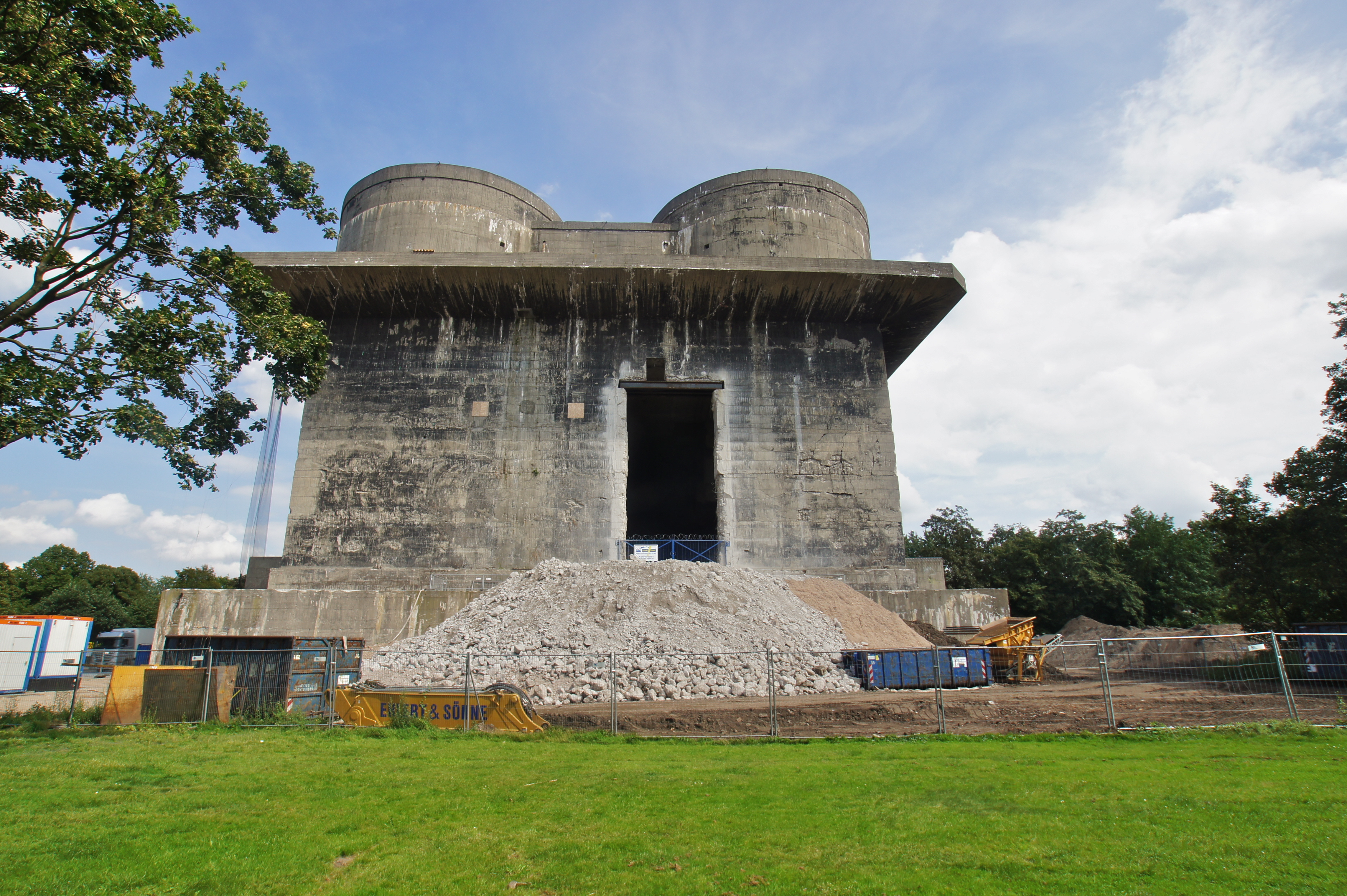
La Torre Flak VI a Wilhelmsburg

Va començar la seva carrera professional al servei públic per a la construcció de ponts a Berlín. De 1935 a 1939 va ser conseller a la direcció per a la construcció de les autopistes del Reich. Com a col·laborador de l'Organització Todt va dissenyar vuit Torres Flak. També va participar en la reconstrucció de les ciutats bombardejades Aquisgrà i Lübeck. L'agost de 1944, Hitler va inscriure'l a la Gottbegnadeten-Liste (literalment Llista dels beneïts per déus), la llista dels artistes més importants del nazisme, exempts de serveis militars.
Després de la Segona Guerra Mundial va treballar al servei d'urbanisme de la ciutat de Düsseldorf. De 1956 a 1957 va desenvolupar el pla general d'urbanització del pobles Benrath i Garath al sud de la ciutat.